# Motel Shot
Motel Shot es el cuarto álbum de la banda de rock estadounidense Delaney & Bonnie and Friends. El álbum, el tercero con la compañía Atco/Atlantic (nº catálogo SD 33-358) y quinto en general, es en su mayoría acústico. El título del álbum se refiere a las improvisaciones, a menudo tarde por la noche, jam sessions que hacían mientras estaban de gira.
El disco llegó al puesto 65 en la lista del Billboard, e incluye el sencillo más exitoso de Delaney and Bonnie, "Never Ending Song of Love", que llegó al puesto número 13. Otros sencillos extraídos del disco fueron "Long Road Ahead," "Sing My Way Home" y "Goin' Down The Road Feelin' Bad".
Los artistas invitados que aparecen en él son entre otros Leon Russell, Duane Allman, Dave Mason, John Hartford, Clarence White, Gram Parsons y Joe Cocker.

## Lista de canciones
1. "Where The Soul Never Dies"  (tradicional) - 3:24
2. "Will the Circle Be Unbroken"  (A.P. Carter) - 2:42
3. "Rock of Ages"  (tradicional) - 2:17
4. "Long Road Ahead"  (Delaney Bramlett/Bonnie Bramlett/Carl Radle) - 3:25
5. "Faded Love"  (Bob Wills/Johnnie Wills) - 4:03
6. "Talkin' About Jesus"  (tradicional) - 6:51
7. "Come On In My Kitchen"  (Robert Johnson) - 2:41
8. "Don't Deceive Me (Please Don't Go)"  (Chuck Willis) - 3:54
9. "Never Ending Song of Love"  (Delaney Bramlett) - 3:20
10. "Sing My Way Home"  (Delaney Bramlett) - 4:02
11. "Goin' Down The Road Feelin' Bad"  (tradicional/Delaney Bramlett) - 5:12
12. "Lonesome and a Long Way from Home"  (Bonnie Bramlett/Leon Russell) - 3:55

En las anotaciones del álbum original no se atribuye "Come On In My Kitchen" a Robert Johnson sino a "Payne", un pesudónimo que utilizaba a menudo en aquella época.

## Personal
- Delaney Bramlett - guitarra, voz, arreglos
- Bonnie Bramlett - voz
- Duane Allman - guitarra
- Ben Benay - guitarra
- Joe Cocker - voz
- Kenny Gradney - bajo
- John Hartford - banjo, violín
- Eddie James - guitarra
- Jim Keltner - batería
- Bobby Keys - saxo
- Dave Mason - guitarra
- Gram Parsons - guitarra, voz
- Carl Radle - bajo
- Leon Russell - piano, teclados
- Clarence White - guitarra, voz
- Bobby Whitlock - voz
- Jay York - coros

## Producción
- Productor: Delaney Bramlett
- Ingenieros de sonido: Bruce Botnick, Richard Moore, Lewis Peters
- Fotografía: Barry Feinstein
- Anotaciones: Tom Wilkes